# François Le Guen
Pour les articles homonymes, voir Le Guen.
François Le Guen (Morlaix, 31 janvier 1913 - Clichy, 4 juillet 1970) est un marin d'état français Compagnon de la Libération. Officier marinier déjà expérimenté au moment du déclenchement de la Seconde Guerre mondiale, il décide en 1940 de se rallier à la France libre.

## Biographie

### Jeunesse et engagement
François Le Guen naît le 31 janvier 1913 à Morlaix dans le Finistère, d'un père serrurier
. En 1930, il s'engage dans la marine nationale et entre à l'École de maistrance qui forme les officiers mariniers. Second maître en juillet 1933, il embarque au début de sa  carrière sur plusieurs bâtiments de surface, notamment le transport de l'état Rhin, le torpilleur Téméraire et le cuirassé Condorcet.
Breveté torpilleur en avril 1936, il est aussi breveté sous mariniers. Il est alors affecté à bord du sous-marins Rubis puis à bord du sous-marin Junon. Promu maître en juillet 1938, il embarque, trois mois plus tard, de nouveau, à bord du Rubis.

### Seconde guerre mondiale
En 1940, François Le Guen participe avec le Rubis à la campagne de Norvège à la suite de laquelle il gagne le port de Dundee en Écosse. C'est là qu'il apprend avec ses camarades la signature de l'armistice du 22 juin 1940. Sous l'impulsion de leur commandant, le lieutenant de vaisseau Georges Cabanier, le maître Le Guen et la quasi-totalité de l'équipage décident de poursuivre le combat et s'engagent dans forces navales françaises libres.
Opérant en mer du Nord, au large des côtes de Norvège, il effectue avec le sous-marin une patrouille en septembre puis une autre en octobre. En juin 1941, sous le commandement du lieutenant de Vaisseau Henri Rousselot, qui a remplacé Georges Cabanier en avril, il participe à une nouvelle patrouille de trois semaines, cette fois dans le golfe de Gascogne. Promu 1er Maître, François Le Guen appareille de nouveau pour la Norvège, en août. avec pour mission de mouiller des mines dans les chenaux d'accès au port de Egersund. Le 21 août 1941, au cours de cette mission, le Rubis coule à la torpille le cargo finlandais Hogland. L'onde de choc de l'explosion endommage gravement le Rubis qui est privé de propulsion pendant plusieurs heures et incapable de plonger. Grace aux prouesses de son équipage, il peut de nouveau faire route, mais seulement en surface. Le sous-marin regagne ainsi Dundee sous la menace allemande mais protégé par la Royal Air Force.
Après réparations, le Rubis à nouveau opérationnel retrouve alors les eaux du golfe de Gascogne d'avril à septembre 1942 pour y effectuer plusieurs missions de mouillage de mines. À nouveau endommagé, il est immobilisé au port et rendu indisponible jusqu'en mai 1943.
Pour raison de santé, le premier maître Le Guen est débarqué du Rubis. Il est hospitalisé pendant plusieurs mois à Beaconsfield puis, déclaré inapte au service à la mer, il est affecté à terre en août 1944 à la caserne Surcouf à Londres.

### Après-guerre
Ne pouvant plus naviguer, il est réformé en 1947 et travaille alors à la SEITA à Paris. François Le Guen meurt le 4 juillet 1970 à Clichy et repose au cimetière intercommunal de Clamart.

## Décorations
|  |  |  |
|  |  |  |
|  |  |  |

| Chevalier de la Légion d'honneur  | Chevalier de la Légion d'honneur | Compagnon de la Libération                       | Compagnon de la Libération                       | Médaille militaire                        | Médaille militaire                        |
| Croix de guerre 1939-1945         | Croix de guerre 1939-1945        | Médaille de la Résistance française Avec rosette | Médaille de la Résistance française Avec rosette | Distinguished Service Medal (Royaume-Uni) | Distinguished Service Medal (Royaume-Uni) |
| Mention in dispatch (Royaume-Uni) |                                  |                                                  |                                                  |                                           |                                           |

## Hommages
- À Morlaix, une rue a été baptisée en son honneur[5].